# Nationalmuseet (Prag)

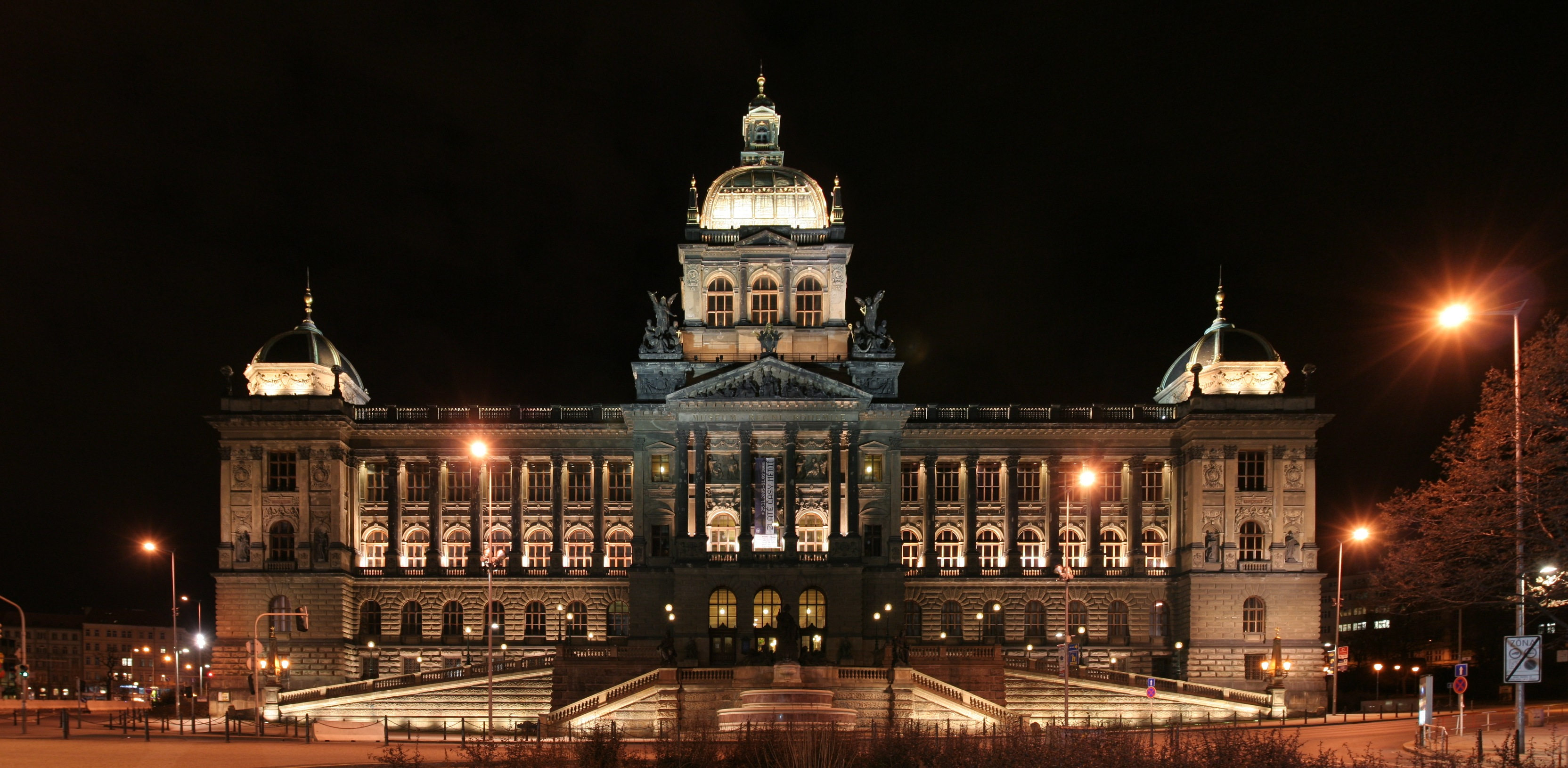
Nationalmuseet vid Václavplatsen

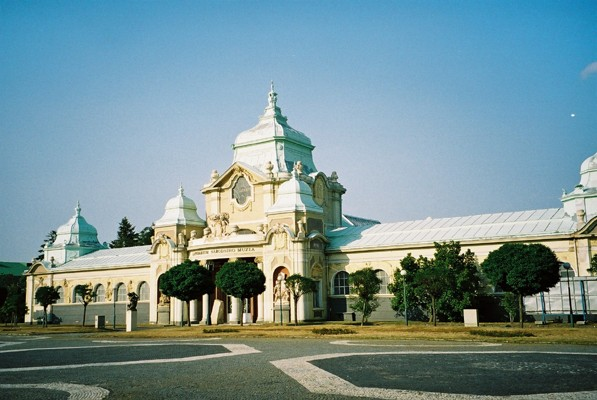
Lapidarium

Nationalmuseet (tjeckiska: Národní muzeum) i Prag hade tidigare namnet Böhmiska museet.

## Historia
Museet grundades 1818 av Kaspar Maria von Sternberg och mottog redan samma år de första donationerna av ryggradsdjur (vertebrater).
I början var verksamheten enbart som en utställning. Taxonomiska studier kom igång först under 1930- och 1940-talen.
Det vetenskapliga arbetet avstannade efter Andra världskriget, men fick fart 2000.

### Riktlinjer
- Alla tidsangivelser ska ske enligt den gregorianska kalendern. Detta har betydelse för bedömning av åldern på olika objekt. I Europa rådde stor oreda på tideräkningen (Gamla stilen eller Nya stilen) till långt in på 1900-talet. Det är frågan om skottår som spökar.
- Geografiska koordinater ska anges decimalt, alltså enbart ett gradtal, och inga minuter och sekunder.

## Samlingar
- Nationalmuseet vid Václavplatsen – en imponerande byggnad med naturhistoriska samlingar
- Bedřich Smetana-museum
- Gyllene Lejonet – apotekarhistoria
- Museum för tjeckisk musik i Sankta Maria Magdalena-kyrkan
- Kinskys sommarslott – tjeckisk folkkultur
- Villa America – Antonín Dvořák-museum
- Lapidarium (vid utställningsområdet i Holešovice) – samling av stenskulpturer från flera kyrkor i Prag och från Karl-bron.